# Пронич Дмитро Іванович
Про́нич Дмитро́ Іва́нович (*нар.30 серпня 1939, с. Тишківці, нині Івано-Франківська область — †6 березня 2001) — український художник декоративно-прикладного мистецтва, член Спілки художників України та Спілки майстрів народного мистецтва України, перший заступник голови НСМНМУ (1991—2001). Заслужений художник України (1996).

## Біографія
У 1963 році закінчив Косівське училище прикладного мистецтва (вчителі з фаху  В.В. Гуз та М.Ю. Федірко), працював художником-майстром на Ужгородській фабриці «Художпром». 
Навчався у Київському інженерно-будівельному інституті, який закінчив 1972 року.
Працював у Художньому фонді України, в Українському фонді культури. Брав участь у створенні одного з перших в Україні спільних українсько-канадських підприємств «Кобза», що здійснювало запис і розповсюдження у світі української музики, проводило виставкову та гастрольно-концертну діяльність.
З 1991 по 2001 рік обіймав посаду заступника голови Спілки майстрів народного мистецтва України.
З 1967 року брав участь в республіканських, всесоюзних та зарубіжних (Японія, Куба, Польща, Йорданія, Бельгія та ін.) художніх виставках.
Твори майстра зберігаються в музеях України, Росії, приватних колекціях  США і Канади.

## Творчість
Дмитро Пронич працював у галузі художньої обробки деревини (різьблення, маркетрі, інкрустація, випалювання, розпис по дереву).
У творчості майстер користувався прийомами плоско-рельєфного і геометричного різьблення, рідше об’ємної скульптури. Для орнаменту, що суцільно вкриває поверхню предметів, прикметні розмаїтість геометричних мотивів та величезна кількість комбінацій, що утворюють складні орнаментальні композиції тонкої, філігранної розробки.
У творчому доробку митця скрині, ковші, вази, фруктівниці, тарелі, свічники, таці, панно «Дзвіниця». «Бандурист», «Т. Г. Шевченко», «Софія Київська», сюжетні і фігурні композиції «Рибалка», «Турист», «Коник», «Молода пара», «Козацька булава», «Котик», портрети, жіночі прикраси, дитячі іграшки тощо.
За проєктами Дмитра Пронича та під його авторським керівництвом оформляли інтер'єри в Київському педагогічному університеті, виготовляли меблі та вітражі в Корсунь-Шевченківському ресторані «Вітряк» (Черкаська область), меблеві та художні вироби.

## Нагороди
Заслужений художник України (1996).